# Harriet Taylor Mill
Harriet Taylor Mill (nata Hardy; Londra, 10 ottobre 1807 – Avignone, 3 novembre 1858) è stata una filosofa inglese.
Esponente del primo femminismo liberale, sposò in seconde nozze il pensatore John Stuart Mill.

## Biografia
Harriet Hardy fu la quarta dei sette figli di Harriet Hurst e del medico e proprietario terriero Thomas Hardy. Sposata a 18 anni, il 14 marzo 1826, con John Taylor (1796–1849), socio di una ditta farmaceutica, di 11 anni maggiore di lei, ebbero tre figli: Herbert nel 1827, Algernon (“Haji”) nel 1830 ed Helen (“Lily”) nel 1831.
Entrambi erano di religione unitariana e perciò politicamente vicini al radicalismo liberale. Il loro pastore William Johnson Fox, redattore del «Monthly Repository», giornale impegnato e femminista, fece loro conoscere il filosofo liberale John Stuart Mill che presto s'innamorò di Harriet, cui lo legavano comuni vedute politiche e ideali, e fu ricambiato.

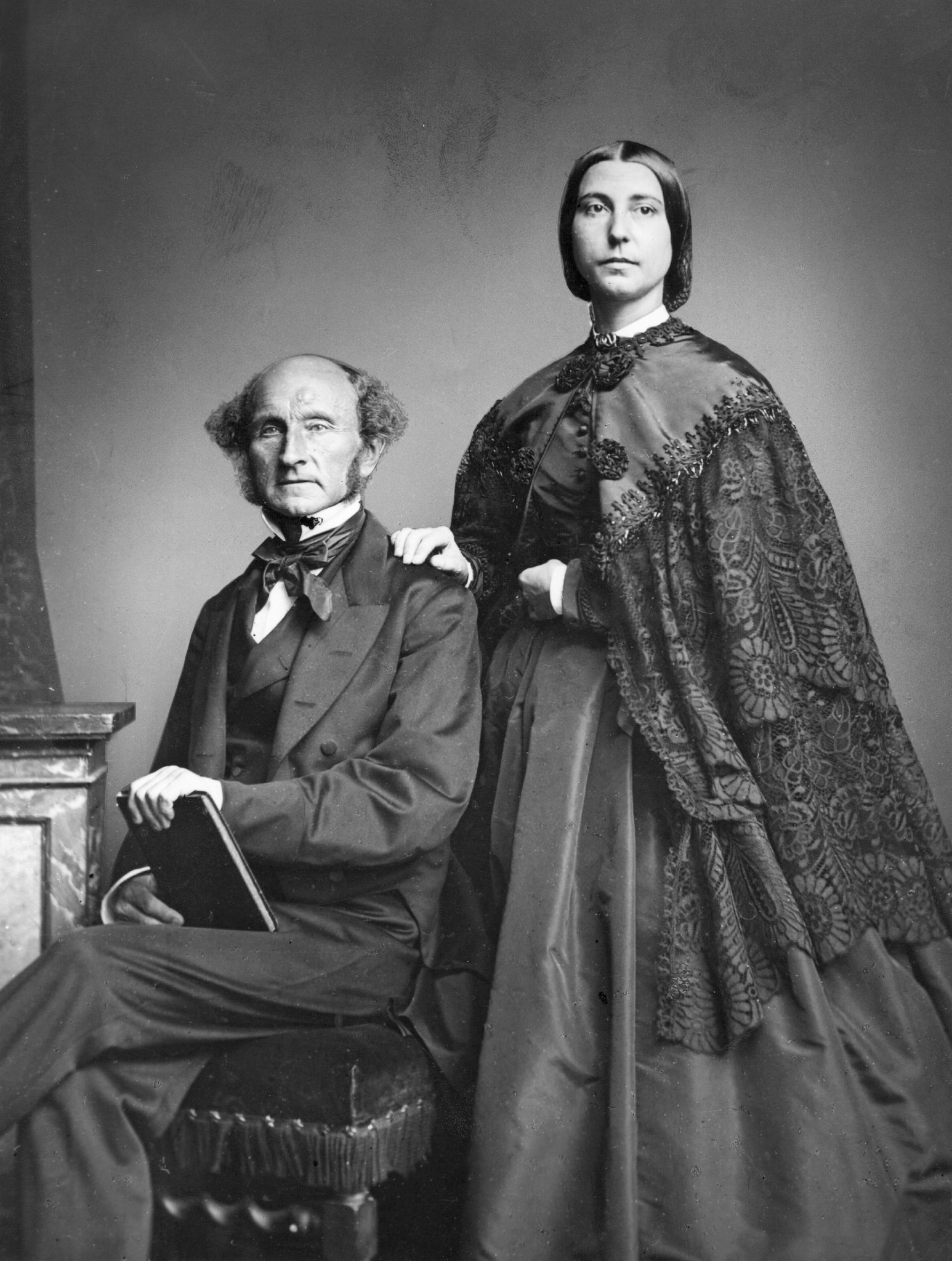
Stuart Mill e la figliastra Helen Taylor

Mentre il marito rimase nel domicilio di Regent Street e Stuart Mill nella propria famiglia, Harriet si trasferì con la figlia Helen a Walton-on-Thames. Affetta da tisi, sperava di portare sollievo alla propria salute soggiornando nel clima caldo del sud della Francia, ma fu vicino al marito negli ultimi mesi di vita, fin quando questi, malato di cancro, morì nel 1849. Sposò Stuart Mill nel 1851 e, dopo aver abitato a sud di Londra, entrambi si stabilirono ad Avignone, dove Harriet morì nel 1858.
Fatta eccezione per qualche articolo nella rivista unitariana «Monthly Repository», in vita la Taylor pubblicò poco, ma lesse e commentò tutto quello che John Stuart Mill produsse. Nella sua autobiografia, Mill sostenne che Harriet fu coautrice di gran parte dei libri e articoli pubblicati con il proprio nome: «quando due persone hanno i loro pensieri e le speculazioni del tutto in comune, è di poca importanza per quanto riguarda la questione di originalità, chi di essi detiene la penna». Inoltre, scrissero insieme Early Essays on Marriage and Divorce, pubblicato nel 1832.
Negli scritti della Taylor, si può leggere la volontà di raggiungere una definitiva eguaglianza tra uomo e donna nell'istruzione, nel matrimonio e, in generale, nella giurisprudenza. Le sue riflessioni hanno certamente influenzato i lavori di Stuart Mill, principalmente il suo The Subjection of Women, mentre dei Principles of Political Economy, Mill ammise che la moglie aveva redatto l'intero capitolo On the probable futurity of the working classes. Harriet lo spinse anche a neutralizzare talune espressioni della sua scrittura, sostituendo «man» e «he» con «person» e «people»: Mill stesso propose un emendamento al Reform Act del 1867 che prevedeva di introdurre tali forme.
Durante la sua vita Harriet scrisse molte lettere ai giornali protestando contro l'ineguaglianza giuridica tra i due sessi e contro le violenze coniugali che non venivano punite dalla legge. Il suo saggio più importante è The Enfranchisement of Women, pubblicato nella «Westminster Review» nel 1851 sotto il nome di John Stuart Mill.

## Scritti
- Early Essays on Marriage and Divorce, 1832
- The Enfranchisement of Women, 1851